# 小行星3059
小行星3059（3059 Pryor）是一颗围绕太阳公转的小行星。1981年3月3日，舒爾特·巴斯在赛丁泉山发现了此天体。
該小行星以美國天文學家卡爾頓·P·普萊爾（Carlton P. Pryor）命名。
这颗小行星的绝对星等为241.5531448712202等。